# Други уједињени фронт
Други уједињени фронт (традиционални кинески: 第二次國共合作; буквално Друга комунистичко—националистичка сарадња) био је савез између Куоминтанга и Комунистичке партије Кине да се одупру инвазији Јапана на Кину током Другог кинеско-јапанског рата, који је одгодио Кинески грађански рат од 1937. до 1945. године.

## Позадина
Године 1927. кинески комунисти су узвратили Куоминтангу након издаје у Шангају коју им је приредио командант Националне револуционарне армије Чанг Кај Шек, што је означило крај четворогодишњег савеза Куоминтанга са Совјетским Савезом и сарадње са КП Кине током Северне експедиције (позната и као Први уједињени фронт) да победи господаре рата и уједини Кину.
1931. Јапанци су започели инвазију и каснију окупацију Манџурије. Чанг Кај Шек, који је де факто водио централну владу Кине, одлучио је да Кина мора да избегне свеопшти рат са Јапаном због домаћих превирања и неадекватне припреме. Стога је „следио стратегију смиривања Јапана док се боре за стварно национално јединство и временом довољну снагу да се супротстави царској војсци. Ова политика помирења трајала је још шест година“. Иако су његове кампање опкољавања против КПК довеле до њиховог повлачења и смањења њихове борбене снаге за 90%, он није био у стању да у потпуности елиминише њихове снаге, а своју политику „унутрашње пацификације пред спољним отпором“ је био веома непопуларан међу кинеским становништвом, што је изазвало широко распрострањено огорчење и демонстрације против владајућег руководства Куоминтанга и његових регионалних савезника господара рата.

## Инцидент у Сијану
Године 1936. Чанг Кај Шек је доделио „Младом маршалу“ Џанг Сјуељангу, вођи североисточне армије, дужност да потисне кинеску Црвену армију. Битке са Црвеном армијом довеле су до великих губитака за Џангове снаге, али Чанг Кај Шек није пружио никакву подршку својим трупама.
Дана 12. децембра 1936, дубоко незадовољни Џанг Сјуељанг, киднаповао је Чанг Кај Шека у Сијану да би изнудио прекид сукоба између КМТ и КПК. Да би обезбедио ослобађање Чанга, КМТ је био приморан да пристане на привремени прекид кинеског грађанског рата и формирање уједињеног фронта између КПК и КМТ против Јапана 24. децембра 1936. Међутим, до доласка Чанга у Сијан 4. децембра 1936. године, преговори о уједињеном фронту били су у току већ две године.
Демократски савез Кине, кровна организација за три политичке странке и три лобиситичке политичке групе, такође се сложила да учествује у уједињеном фронту који су формирали КМТ и КПК.

## Сарадња током рата отпора
У јулу 1937. Президијум Централне војне комисије издао је наређење да се Црвена армија реорганизује у Националну револуционарну армију и да буде у приправности за антијапанску линију фронта.
Као резултат примирја између КМТ и КПК, Црвена армија је реорганизована у Нову Четврту армију и Армију Осме руте, које су стављене под команду Националне револуционарне армије. КПК је пристала да прихвати вођство Чанг Кај Шека и почела је да добија одређену финансијску подршку од централне владе коју води КМТ. У договору са КМТ-ом створени су погранични регион Шан-Ган-Нинг и гранични регион Јин-Ча-Ји. Они су били под контролом КП Кине.
Након почетка општег рата између Кине и Јапана, снаге КПК су се бориле у савезу са КМТ снагама током битке код Таијуана, а врхунац њихове сарадње био је 1938. током битке код Вухана.
Међутим, потчињеност КПК командном ланцу Националне револуционарне армије била је само на папиру. КПК је деловала независно и ретко када је укључивала Јапанце у конвенционалне битке. Ниво стварне координације између КПК и КМТ током Другог кинеско-јапанског рата био је минималан.

## Слом и последице
Усред Другог уједињеног фронта, КПК и Куоминтанг су се још увек борили за територијалну предност у „Слободној Кини“ (тј. оним областима које Јапанци нису окупирали или којима су владале марионетске владе). Нестабилни савез почео је да се распада крајем 1938. као резултат напора КПК да прошири своју војну снагу апсорбујући кинеске герилске снаге иза непријатељских линија. За кинеску милицију која је одбила да промени своју верност, КПК би их назвала "сарадницима", а затим би напала да елиминише њихове снаге. На пример, Црвена армија коју је предводио Хе Лонг напала је и збрисала бригаду кинеске милиције коју је предводио Џанг Јин-ву у Хебеју у јуну 1939. године.
У децембру 1940. Чанг Кај Шек је захтевао да нова Четврта армија КПК евакуише провинције Анхуеј и Ђангсу. Упркос интензивном притиску, команданти Нове Четврте армије починили су непослушност марширајући у недозвољеном правцу, а такође су пропустили рок за евакуацију. Уз ово су се одиграли и напади КПК на куоминтаншке снаге у Хебеју у августу 1939. и у Ђангсуу у октобру 1940. године, тако да су их националистичке трупе у јануару 1941. ухватиле у заседи и поразиле их. Овај сукоб, који је био познат као инцидент Нове Четврте армије, је ослабио, али није окончао позицију КПК у централној Кини и ефективно окончао сваку суштинску сарадњу између националиста и КПК, а обе стране су се концентрисале на борбу за позиције у надолазећем грађанском рату. Тиме је такође окончан Други уједињени фронт, раније формиран за борбу против Јапанаца.
Након тога, унутар јапанских окупираних провинција и иза непријатељских линија, КМТ и КПК снаге су водиле међусобне ратове, при чему је КПК на крају уништила или апсорбовала партизанске снаге КМТ или их утерала у марионетске снаге Јапанаца. КПК је под вођством Мао Цедунга такође почела да усмерава већину своје енергије на изградњу своје сфере утицаја где год су се указале прилике, углавном кроз руралне масовне организације, административне, земљишне и пореске реформе које фаворизују сиромашне сељаке; док је КМТ доделио многе дивизије своје регуларне војске да изврше војну блокаду подручја КПК у покушају да неутралише ширење њиховог утицаја до краја Другог кинеско-јапанског рата.

## После 1945.
После Другог кинеско-јапанског рата, Чанг Кај Шек и Мао Цедунг су покушали да се укључе у мировне преговоре. Овај покушај је пропао и до 1946. КМТ и КПК су били укључени у свеопшти грађански рат. КПК је успела да набави заплењено оружје јапанске војске на североистоку уз совјетски пристанак и искористила је прилику да нападне већ ослабљени Куоминтанг. У октобру 1949. Мао је основао Народну Републику Кину, док се Чанг повукао на острво Тајван.